# Kevin Curtain
Kevin Curtain (Sydney, 22 mei 1966) is een Australisch motorcoureur.

## Carrière
Curtain begon zijn motorsportcarrière in diverse Australische kampioenschappen. Hij won negen titels in de 250 cc-, Supersport-, Formula Xtreme- en superbike-klassen, voordat hij in 1999 debuteerde in de 250 cc-klasse van het wereldkampioenschap wegrace tijdens zijn thuisrace op een Honda als wildcardcoureur. Hij wist de race echter niet te finishen. In 2000 debuteerde hij in het wereldkampioenschap Supersport op een Yamaha tijdens zes races als vervanger van Julien Allemand. Hij kwam enkel in zijn laatste race op Brands Hatch aan de finish en werd hierin zestiende, waardoor hij geen kampioenschapspunten wist te scoren.
In 2001 reed Curtain zijn eerste volledige seizoen in het WK Supersport op een Honda. Hij behaalde twee overwinningen in Phillip Island en Lausitz. Met 102 punten werd hij vijfde in het kampioenschap. In 2002 keerde hij terug naar een Yamaha, waar zijn resultaten minder werden. Een vierde plaats in Assen was het hoogtepunt van het seizoen en hij werd met 56 punten elfde in de eindstand. In 2003 reed hij geen volledig programma, maar nam hij deel als wildcardrijder aan de Supersport-races in Phillip Island en Imola op een Yamaha; in de eerste race werd hij vijfde, terwijl hij in de tweede race uitviel.
In 2004 keerde Curtain terug als fulltime coureur in het WK Supersport op een Yamaha. Hij behaalde twee podiumplaatsen in Phillip Island en Misano. Met 69 punten werd hij zesde in de eindstand. In 2005 kende Curtain een succesvol seizoen met zeven podiumplaatsen, waaronder zijn eerste overwinning in vier jaar in Lausitz. Met 187 punten werd hij tweede in het klassement, achter Sébastien Charpentier.
In 2006 had Curtain een nog succesvoller seizoen dan in 2005. Hij behaalde podiumplaatsen in negen van de twaalf races, waaronder een overwinning in Brno. Voorafgaand aan de seizoensfinale op Magny-Cours stond hij bovenaan het kampioenschap met achttien punten voorsprong op Charpentier. In de laatste race kwam hij echter na zeven ronden ten val, terwijl Charpentier de race won en zo kampioen werd. Curtain werd wederom tweede met 187 punten. In 2007 reed hij enkel in de eerste vier races van het seizoen en behaalde hij in de seizoensopener in Losail een podiumplaats. Hierna werd hij echter vervangen door Steve Martin.
In 2008 keerde Curtain terug naar Australië om deel te nemen aan het Australisch kampioenschap superbike. In twee achtereenvolgende seizoenen werd hij respectievelijk zevende en negende in de eindstand. In 2010 stapte hij over naar het Australisch kampioenschap Supersport. Hij werd twaalfde in zijn eerste seizoen in deze klasse, voordat hij in 2011 de titel behaalde. Hierop stapte hij in 2012 over naar het Australische Formula Xtreme-kampioenschap, waarin hij zijn tweede titel in twee jaar behaalde. In 2013 eindigde hij als tweede in deze klasse. Dat jaar keerde hij ook terug in het WK Supersport als wildcardcoureur in Phillip Island op een Yamaha, maar kwam hierin niet aan de finish. In 2014 eindigde hij op plaats 25 in het Australische Formula Xtreme-kampioenschap en op plaats 28 in het Austroaziatisch kampioenschap superbike. Aan het eind van dat jaar maakte hij bekend te stoppen als motorcoureur.